# Opius plaumanni
Opius plaumanni är en stekelart som beskrevs av Fischer 1968. Opius plaumanni ingår i släktet Opius och familjen bracksteklar. Inga underarter finns listade i Catalogue of Life.